# オリガ・ベーグン
オリガ・ベーグン（Olga Begun）は、ロシア出身の外国人女性モデル兼主婦。二人の姉がいる。

## プロフィール
- 出身　：ロシア･ハバロフスク
- 身長　：168cm
- 目の色：ブラウン
- 髪の色：ブラウン
- 血液型：AB型
- 星座　：おうし座
- 趣味　：水泳、読書

## モデル活動
- Heinz TOMATO KETCHUP

　　（ハインツ　トマトケチャップ）
- ASO International Inc Orthodontics Laboratory Services

　　（歯科矯正治療器具メーカー）

## 過去のTV出演
- NHK-BS1:ネクスト 世界の人気番組「ロシア」
- TOKYO MX：TOKYOモーニングサプリ（木曜日（田野辺実鈴と一緒に））
- テレビ東京：朝は楽しく!スマイルサプリメント
- 日本テレビ：謎を解け!まさかのミステリー

## その他
- 第39回 2005 東京モーターショー
- モーターマガジン社 モーターマガジンメディアログ

　　　　　　　　　　第39回2005東京モーターショー特集

## 登録事務所
- ZENITH INC.
- Angel17
- K&M RPROMOTION
- E-promotion
- Free Wave
- オフィス・マリカ